# Dottor Inferno
Il Dottor Inferno (Dr.ヘル?, Doctor Hell) è un personaggio immaginario e il principale antagonista della serie manga e anime Mazinga Z, creato dallo sceneggiatore Gō Nagai. Compare anche in altre opere, quasi sempre come arcinemico di Koji Kabuto.

## Il dottor Inferno inMazinga ZeIl Grande Mazinga
Il dottor Inferno è un geniale studioso di origine tedesca che incarna il tipico cliché dello scienziato pazzo. Nell'anime e nel manga originale di Go Nagai (serializzato su Shonen Jump ma rimasto incompiuto) non viene rivelata la storia della sua vita, ma solo l'origine del suo esercito di mostri meccanici. Solo il manga di Gosaku Ota (edito in Italia per la prima volta dalla Granata Press e in seguito dalla Dynamic Italia) approfondisce la sua figura, narrandone le origini e spiegando il perché della sua folle ambizione.
Il piccolo Hell (non è noto il vero nome) nasce agli inizi del 900 in Germania. Cresce complessato e diventa misantropo perché rifiutato dai genitori ed odiato dai coetanei, che lo disprezzano per il suo brutto aspetto e ne invidiano la sua troppo precoce intelligenza. Emigrato in Giappone per motivi di studio, conosce Juzo Kabuto (nonno di Koji) e lo aiuta a sviluppare il suo progetto sull'energia fotoatomica, che in seguito diverrà la sua ossessione e causa della sua sconfitta.
Tornato in patria, diventa uno scienziato seguace di Adolf Hitler, fa esperimenti alla Josef Mengele sugli ebrei come cavie umane e sviluppa diverse armi portentose, ma anziché cederle alla Wehrmacht preferisce tenerle per sé: egli stesso dice che se lo avesse fatto, il Terzo Reich avrebbe vinto la guerra. Un giorno gli viene portato un generale nazista morente (il conte Blocken) con ferite su tutto il corpo e quasi decapitato. Lo scienziato riesce a salvare solo la testa, che vivrà di vita propria, e gli costruisce un corpo meccanico che può muoversi a ipervelocità.
Finita la guerra partecipa assieme ad altri scienziati, fra cui proprio Juzo Kabuto, ad una spedizione archeologica sull'isola di Rodi (Bardos nell'edizione originale giapponese). Lì rinvengono antiche vestigia della civiltà micenea distrutta da un terremoto, fra cui dei rottami di robot giganti, che restaurano.
Terminato il lavoro, Hell attiva i robot tramite un comando telepatico posto su una sorta di scettro o canna di Rodi, muovendoli contro gli altri partecipanti alla spedizione: questi verranno tutti uccisi tranne Juzo, il quale riesce a salvarsi e a tornare nel suo Paese, dove fonda l'Istituto per la ricerca sull'energia fotoatomica, sviluppando la superlega Z a partire dal japanium, un nuovo elemento che si trova appunto solo in Giappone alle pendici del Fuji, nei pressi dell'Istituto.
Intanto Hell si arrovella per trovare il denaro di cui ha bisogno per costruire robot più potenti. A tale scopo viene aiutato dall'ex-ufficiale nazista che aveva salvato, il conte Blocken, che sfruttando le proprie capacità di cyborg prenderà il controllo delle attività criminali di una banda mafiosa e procurerà allo scienziato ingenti capitali per costruire la sua base ed altri mostri meccanici.
A questo punto inizia la storia dell'anime e viene introdotto il personaggio del barone Ashura, la prima mostruosa creatura che Hell invia contro Mazinga Z, affiancata poi dal Visconte Pigman e dallo stesso conte Blocken. In seguito Hell localizza l'impero sotterraneo dei Micenei, l'antica popolazione greca costretta da vari cataclismi a rifugiarsi nelle viscere della Terra, dove hanno vissuto per secoli: essi, desiderosi di tornare sul suolo terrestre, stringono un'alleanza con Inferno. Il Granduca Gorgon, ambasciatore del Generale Nero, il signore di Mikenes, va così a supportare le creature di Hell. Lo scienziato, che apparentemente muore nell'ultima puntata, è in realtà entrato in coma e verrà risvegliato dal Grande Imperatore delle Tenebre, il capo supremo dei Micenei, che lo trasformerà poi nel Grande Maresciallo del Demonio nell'anime che fa da continuazione a Mazinga Z, ovvero Il Grande Mazinga. Hell, diventato così un cyborg (con una benda nera su uno dei due occhi) prende il posto del Generale Nero dopo la morte di costui. Rimarrà ucciso nell'esplosione della fortezza Demonica, raccontata nell'ultimo episodio della serie.

## Altre apparizioni
- In Z Mazinger, Hades è raffigurato con le sue sembianze
- In Mazinsaga, è il capo dei nemici ed è chiamato God Kaiser Hell.
- In Violence Jack è stato nipponizzato e ribattezzato Jigoku (Inferno), dirige la scuola di karate rivale di quella della famiglia Kabuto.
- Nel breve manga promozionale di Mazinkaiser viene rivelato che Hell è un clone di Kenzo Kabuto.